# Christine Goitschel
Christine Marion Elisabeth Goitschel, po mężu Béranger (ur. 9 czerwca 1944 w Sallanches) – francuska narciarka alpejska, dwukrotna medalistka mistrzostw świata i igrzysk olimpijskich. Siostra Marielle Goitschel.

## Kariera
Największe sukcesy w karierze Christine Goitschel osiągnęła w 1964 roku, kiedy podczas igrzysk olimpijskich w Innsbrucku wywalczyła dwa medale. Po pierwszym przejeździe slalomu zajmowała drugie miejsce, tracąc do prowadzącej siostry Marielle 0,76 sekundy. W drugim przejeździe osiągnęła najlepszy wynik i sięgnęła po złoty medal, o 0,89 sekundy przed siostrą i o 1,50 sekundy przed Jean Saubert z USA. Był to pierwszy w historii złoty medal olimpijski dla Francji w tej konkurencji. Dwa dni później wywalczyła także srebrny medal w slalomie gigancie, rozdzielając na podium siostrę oraz Jean Saubert. Na rozgrywanych dwa lata później mistrzostwach świata w Portillo jej najlepszym wynikiem było szóste miejsce w slalomie. W Pucharze Świata zadebiutowała 7 stycznia 1967 roku w Oberstaufen, gdzie zajęła piąte miejsce w slalomie. Tym samym już w swoim debiucie wywalczyła pierwsze pucharowe punkty. Jedyne podium w zawodach tego cyklu wywalczyła 11 marca 1967 roku we Franconii zwyciężając w gigancie. Najlepsze wyniki osiągnęła w sezonie 1966/1967, który ukończyła na dziesiątym miejscu w klasyfikacji generalnej i szóstym w klasyfikacji giganta. Po tym jak kontuzja wykluczyła jej start na igrzyskach olimpijskich w Grenoble w 1968 roku zakończyła karierę.
Po zakończeniu kariery wyszła za mąż za swego trenera, Jeana Bérangera, z którym pracowała w ośrodku narciarskim w Val Thorens. Trzykrotnie zdobywała mistrzostwo Francji: w slalomie w latach 1962 i 1964 oraz gigancie w 1963 roku. W 1964 roku otrzymała nagrodę Skieur d’Or, przyznawaną przez Międzynarodowe Stowarzyszenie Dziennikarzy Narciarskich. W 1995 roku została odznaczona Legią Honorową.

## Osiągnięcia

### Igrzyska olimpijskie
| Miejsce | Dzień    | Rok  | Miejscowość | Konkurencja | Czas biegu | Strata | Zwyciężczyni       |
| ------- | -------- | ---- | ----------- | ----------- | ---------- | ------ | ------------------ |
| 1.      | 1 lutego | 1964 | Innsbruck   | Slalom      | 1:29,86    | -      | -                  |
| 2.      | 3 lutego | 1964 | Innsbruck   | Gigant      | 1:52,24    | +0,87  | Marielle Goitschel |

### Mistrzostwa świata
| Miejsce | Dzień       | Rok  | Miejscowość | Konkurencja | Czas biegu | Strata | Zwyciężczyni       |
| ------- | ----------- | ---- | ----------- | ----------- | ---------- | ------ | ------------------ |
| 8.      | 11 lutego   | 1962 | Chamonix    | Gigant      | 1:41,53    | +1,62  | Marianne Jahn      |
| 20.     | 14 lutego   | 1962 | Chamonix    | Slalom      | 1:34,84    | +25,71 | Marianne Jahn      |
| 1.      | 1 lutego    | 1964 | Innsbruck   | Slalom      | 1:29,86    | -      | -                  |
| 2.      | 3 lutego    | 1964 | Innsbruck   | Gigant      | 1:52,24    | +0,87  | Marielle Goitschel |
| 6.      | 5 sierpnia  | 1966 | Portillo    | Slalom      | 1:30,48    | +2,46  | Annie Famose       |
| 16.     | 11 sierpnia | 1966 | Portillo    | Gigant      | 1:22,64    | +6,13  | Marielle Goitschel |

### Puchar Świata

#### Miejsca w klasyfikacji generalnej
- sezon 1966/1967: 10.
- sezon 1967/1968: 20.

#### Miejsca na podium
1. Franconia – 11 marca 1967 (gigant) – 1. miejsce